# Tilly Spiegel
Tilly Spiegel, eigentlich: Ottilie, verehel. Marek, (geboren am 10. Dezember 1906 in Nowoselyzja, Bukowina, Österreich-Ungarn; gestorben 1988) war eine österreichische Publizistin und Widerstandskämpferin gegen den Nationalsozialismus, die der Résistance angehörte. Nach der NS-Zeit zählte sie zu den ersten Forscherinnen, die zur Opfergeschichte des NS-Regimes arbeiteten. Ihre beiden Buchpublikation werden häufig zitiert und gelten als frühe Standardwerke in diesem Forschungsgebiet.

## Leben und Werk
Ottilie Spiegel wurde als Tochter des Kaufmanns Karl Spiegel (1880–1941) und seiner Frau Hilde (1883–1941) in Novoselica in der Bukowina geboren. Der Ort lag nahe Czernowitz an der Grenze zum Russischen Reich. Ihre Eltern wurden vom NS-Regime im Ghetto Izbica ermordet. Ihren Geschwistern Betty (* 1909), Antonie (* 1910), Dina (* 1912), Hermann (* 1914) und Leo (* 1920) gelang die Emigration.
Spiegel absolvierte Matura und Studium in Wien. Von 1925 bis 1933 hatte sie verschiedene Anstellungen, u. a. als Turnlehrerin. Ab 1927 war sie Gewerkschaftsmitglied, 1930 schloss sie sich der Kommunistischen Partei Österreichs (KPÖ) an und wurde rasch Funktionärin in der Bezirks- und in der Wiener Stadtleitung. Nachdem die Partei 1933 vom austrofaschistischen Regime verboten worden war, übernahm sie die Leitung des Kreises IV. Im Februar 1935 wurde sie verhaftet und im November desselben Jahres zu 18 Monaten schweren Kerkers  verurteilt. Die Revision des Urteils im März 1936 senkte die Strafe auf 14 Monate. Im Herbst 1937 ging Spiegel in die Schweiz und organisierte dort den Grenzübertritt von Spanienkämpfern aus Österreich über die Schweiz nach Spanien. Wegen dieser illegalen Tätigkeit wurde sie von den Schweizer Behörden im Dezember 1937 verhaftet, verurteilt und schließlich im Mai 1938 ausgewiesen. Daraufhin emigrierte sie nach Paris.
Im November 1938 begründete sie – gemeinsam mit Marie Pappenheim – den Cercle Culturel Autrichien, engagierte sich in der Flüchtlingshilfe und finanzierte ihren Unterhalt als Turnlehrerin. Gesichert scheint, dass sie auch während der Besetzung Frankreichs durch das NS-Regime in Paris lebte, dem kommunistischen Flügel der Résistance angehörte und sich an der extrem gefährlichen Travail allemand beteiligte, so wie Gundl Herrnstadt-Steinmetz, Herta Ligeti, Irma Schwager, Selma Steinmetz und Ester Tencer.
Nach der NS-Zeit kehrte Spiegel nach Wien zurück, übernahm Aufgaben in der Wiener Stadtleitung der Kommunistischen Partei Österreichs und beteiligte sich an der Aufbauarbeit des Dokumentationsarchivs des österreichischen Widerstandes (DÖW). In dieser Institution arbeitete sie eng mit Herbert Steiner, dem wissenschaftlichen Leiter des DÖW, sowie mit Bruno Sokoll, Selma Steinmetz und Friedrich Vogl zusammen. Gemeinsam mit Jonny Moser, Selma Steinmetz und Herbert Rosenkranz zählte Spiegel in den 1960er Jahren zu den ersten NS-Forschern Österreichs, die sich mit der Geschichte der Opfer befassten. Moser untersuchte die Judenverfolgung während des NS-Regimes in Österreich, Steinmetz die der Roma und Sinti, Spiegel befasste sich mit Frauen und Mädchen im Widerstand und Rosenkranz bearbeitete die Novemberpogrome 1938 in Österreich. Außerdem absolvierte sie 1962 ein Französisch-Studium und arbeitete freiberuflich als Dolmetscherin. In den 1960er Jahren scheint sie massive innerparteiliche Kritik am Kurs des Kommunismus geübt zu haben: „Tilly Spiegel stellt die ganze Institution und mit ihr die Leninsche Parteikonzeption in Frage. Daß sie damit die materielle und psychische Sicherheit vieler Genossen gefährdete, zeigte die Reaktion: ‹kaum Argumente, nur Empörung, Erstaunen, eisige Ablehnung›.“ 1968, nach der Niederschlagung des Prager Frühlings, brach Tilly Spiegel wie viele andere mit der Partei.
Ihre Ehe mit dem kommunistischen Intellektuellen Franz Marek wurde 1974 geschieden. Spiegel wurde 1975 mit dem Goldenen Ehrenzeichen für Verdienste um die Republik Österreich ausgezeichnet. Weitere Angaben über ihr späteres Leben fehlen.

## Werke (Auswahl)
- Frauen und Mädchen im österreichischen Widerstand. Europa-Verlag, Wien, Frankfurt Zürich 1967
- Österreicher in der belgischen und französischen Resistance. Monographien zur Zeitgeschichte, Europa Verlag, Wien, Frankfurt, Zürich 1969
- Mitzi – Zum Tod von Maria Frischauf. In: Wiener Tagebuch,  September 1966